# Iisa Pa Lamang
Iisa Pa Lamang é uma telenovela filipina produzida e exibida pela ABS-CBN, cuja transmissão ocorreu em 2008.

## Elenco
- Claudine Barretto - Catherine Ramirez-Torralba
- Gabby Concepcion - Atty. Cong. Rafael Torralba
- Diether Ocampo - Miguel Castillejos
- Angelica Panganiban - Scarlet dela Rhea-Castillejos
- Susan Roces - Lola Aura Castillejos
- Laurice Guillen - Estelle Torralba
- Cherry Pie Picache - Isadora Castillejos
- Matt Evans - Toby Torralba
- Melissa Ricks - Sofia Castillejos-Torralba